# Diastema

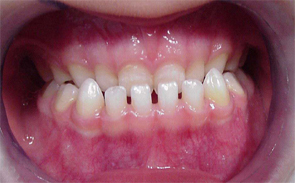
Diastemas em dentes inferiores.

Diastema é uma lacuna ou espaço entre dois dentes. O termo é mais comumente aplicado a um espaço aberto entre os incisivos superiores (dentes frontais). Ela acontece quando há uma relação desigual entre o tamanho dos dentes e da maxila. Muitas espécies de mamíferos têm diastema como uma característica normal.
Na sociedade nigeriana, diastemas são considerados atraentes, e algumas pessoas utilizam métodos para ocasioná-los.